# Хвошно (Тверская область)
Хвошно — деревня в Вышневолоцком городском округе Тверской области.

## География
Находится в центральной части Тверской области на расстоянии приблизительно 19 км по прямой на север-северо-восток от города Вышний Волочёк на северо-восточном берегу озера Хвошино.

## История
Была отмечена на карте 1825 года. В 1859 году здесь (сельцо Вышневолоцкого уезда) был учтен 1 двор. До 2019 года входила в состав ныне упразднённого Сорокинского сельского поселения Вышневолоцкого муниципального района.

## Население
Численность населения составляла 95 человек (1859 год), 2 (русские 100 %) в 2002 году, 37 в 2010.